# América Managua Fútbol Club
L'América Managua Fútbol Club és un club de futbol nicaragüenc de la ciutat de Managua.
El club ha estat durant molt de temps l'equip més destacat de la capital, Managua. El club, però, baixà a segona divisió i estigué a punt de desaparèixer per fallida econòmica. La temporada 2004-2005 assolí. de nou, l'ascens a la màxima categoria.

## Palmarès
- Lliga nicaragüenca de futbol:[1]
  - 1985, 1988, 1990